# 李卯黙

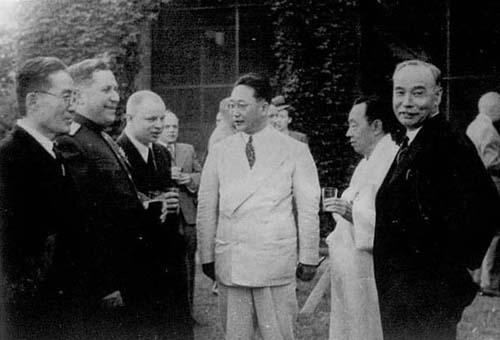
1947年（右から3番目）

李 卯黙（イ・ミョムク、朝鮮語: 이묘묵/李卯默、1902年12月9日 - 1957年2月27日）は、日本統治時代の朝鮮および大韓民国の外交官、教員、政治家。本貫は全州李氏。日本名は李宮 卯黙（りぎゅう ぼうもく）。
ジョン・リード・ホッジの通訳を務めたほか、韓国民主党の結党などに関わった。

## 生涯

### 日本統治時代
日本統治時代の平安南道中和郡出身。1915年に光成学校を、1922年に延禧専門学校（現・延世大学校）文学部を卒業した。その後公州永明学校（現・公州永明高等学校）の教員を務め、1923年7月に出国しアメリカ合衆国に留学、1925年にマウントユニオン大学を卒業した。その後シラキュース大学で修士を取得し、1930年にハーバード大学大学院を修了、1931年にボストン大学で哲学の博士を取得した。1934年まで同国に滞在しシラキュース大学で歴史学を講義した。帰国後は延禧専門学校の教授を務め、1944年に同校図書館長と学監を兼任した。1930年代後半、修養同友会事件に関与して検挙され、転向書を提出した後、起訴猶予者処分を受けた。そのほか、日本統治時代の朝鮮末期にノッキ連盟や大和塾をはじめ、多くの親日団体に積極的に加担したとされる。 そのほか、国民精神総動員朝鮮連盟、国民総力朝鮮連盟、朝鮮臨戦報国団など戦時体制支援のために結成された団体に参加した。 李光洙が黄道思想の宣揚を掲げて組織した黄道学会の発起人も務めた。

### 光復後
1945年の光復後には、アメリカ軍政庁のために英字新聞「Korea Times」を創刊して初代社長を務め、占領軍と会見し、法秩序維持、食糧と燃料、経済のインフレーション、在日朝鮮人の存在など、直面する課題について言及した。
その後は延禧大学校財団理事に就任した。1945年から1952年までは第1〜3代大韓バスケットボール協会会長を務めた。1957年2月27日、イギリスで死亡した。
死後は親日反民族行為者に認定された。

## 参考資料
- 이묘묵(李卯默) - 韓国学中央研究院

| 外交職      | 外交職                                        | 外交職              |
| ----------- | --------------------------------------------- | ------------------- |
| 先代 尹致昌 | 在イギリス大韓民国公使 第2代：1951年 - 1957年 | 次代 金用雨（大使） |